# Chaetopteroplia inculta
Chaetopteroplia inculta är en skalbaggsart som beskrevs av Wilhelm Ferdinand Erichson 1847. Chaetopteroplia inculta ingår i släktet Chaetopteroplia och familjen Rutelidae. Inga underarter finns listade i Catalogue of Life.